# Млахсо
Млахсо — вымерший в 1998 году центрально-новоарамйский язык.
На нем традиционно говорили сирийские православные христиане (сирийская яковитская церковь) в восточной Турции, а затем и в северо-восточной Сирии.
Язык Млахсо («сурайт млахсо») тесно связан с «сурайт турабдин» (туройо), но достаточно отличается, чтобы рассматривать его как отдельный язык, причем синтаксис языка сохранил больше черт классического сирийского языка, чем туройо. На нем говорили в деревнях Млахсо.
Вместе с языком туройо образует особую подгруппу, которая вместе с северо-восточными новоарамейскими и новомандейским входит в восточную группу арамейских языков новой ступени.
Язык мало изучен, доступный корпус языка млахсо составляет около десяти тысяч слов.
Последний носитель языка, Ибрахим Ханна, иммигрировал в Сирию 1995 году и умер в 1998.